# 布良斯克机械制造厂
布良斯克机械制造厂（俄语：Брянский машиностроительный завод）是俄罗斯国内历史最悠久的机械工程公司之一，目前是一家铁路机车和柴油机制造商，也是俄罗斯运输机械控股集团旗下的子公司，公司位于布良斯克州首府布良斯克。主要产品包括干线柴油机车、调车柴油机车、铁路货车以及船用柴油机等。

## 产品
- TEM1
- TEM2
- TEM5
- TEM18
- 2TE25K
- 2TE25A